# Lorenzo Tiepolo

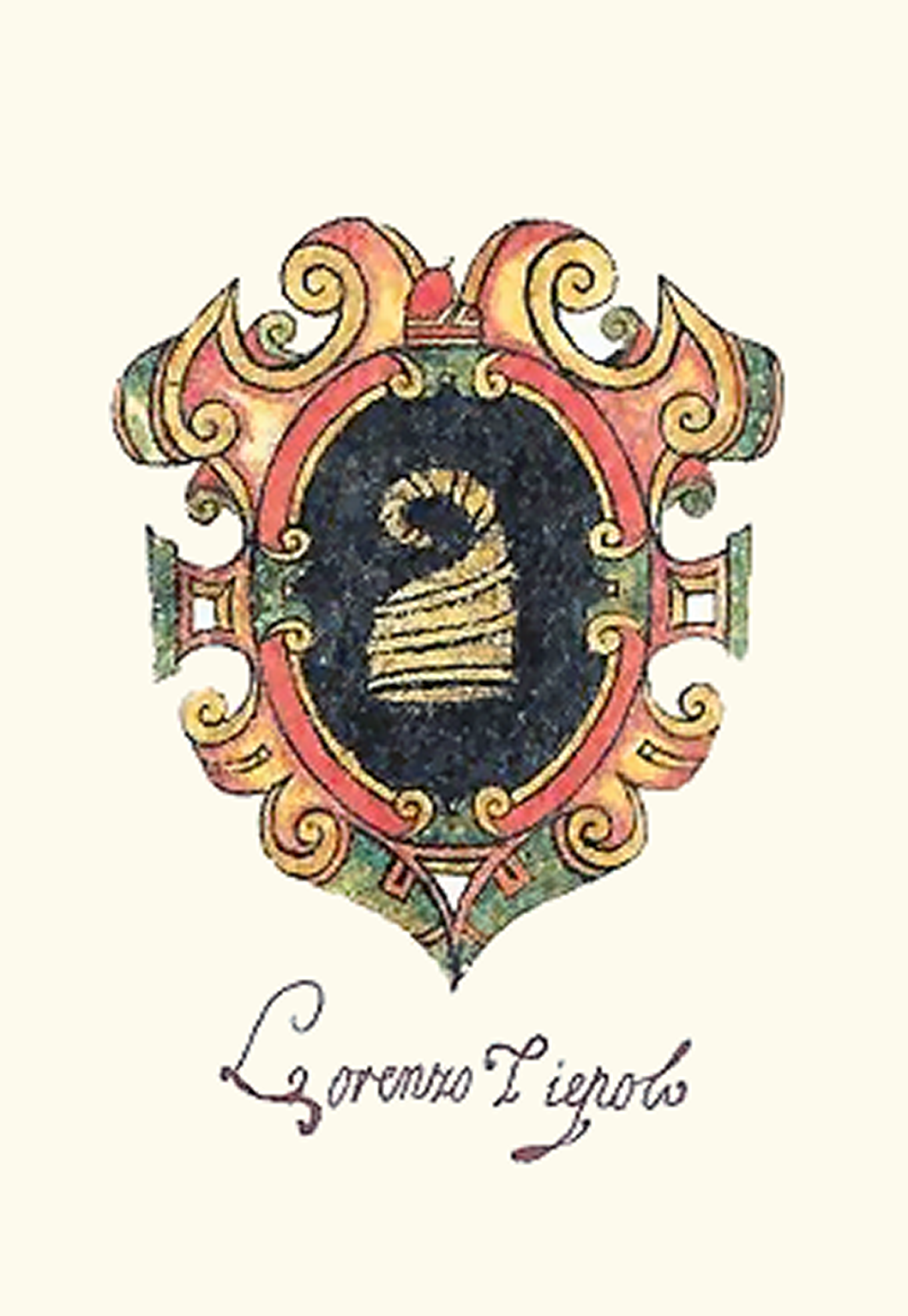
Wappen Lorenzo Tiepolos in einer Darstellung des frühen 17. Jahrhunderts

Lorenzo Tiepolo, in den zeitlich näheren Quellen Laurencius Theupolo (* Anfang 13. Jahrhundert; † 15. August 1275 in Venedig), war, folgt man der staatlich gesteuerten Geschichtsschreibung der Republik Venedig, der 46. Doge. Er regierte von seiner Wahl am 23. Juli 1268 bis zu seinem Tod.
Spätestens 1243 gehörte er dem inneren Kreis der venezianischen Macht an, 1247 bis 1260 war er Conte von Veglia, dem heutige Krk. Im Heiligen Land gelangen ihm 1257 und 1258 zwei Siege über die Genuesen, nach dem Ende des Lateinischen Kaiserreiches versuchte er eine Allianz gegen Byzanz zu schaffen. Vor seiner Wahl war er Podestà in Padua und Fermo. In einem (seit 1229 schwelenden) Streit mit den Dandolo wurde er schwer verletzt, doch überlebte er.
Vor allem die Handwerkskorporationen und die Händler befürworteten seine Wahl zum Dogen. Es gelang ihm, den Krieg gegen Genua 1270 zu beenden; auch konnten die Venezianer nach Konstantinopel zurückkehren. Die schlechte Versorgung mit Weizen führte zu jahrelangen Konflikten mit Bologna um die Kontrolle der Schifffahrt auf den Flüssen und Kanälen, aber auch um das Salzmonopol, das Venedig beanspruchte.

## Familie
Aus seiner Familie sind mehrere Dogen hervorgegangen, auch Lorenzos Vater Jacopo Tiepolo war Doge. Seine Mutter war wahrscheinlich die erste Frau Jacopos, Maria Storlado.
Sein Enkel war der berühmte Baiamonte Tiepolo, einer der Hauptbeteiligten eines fehlgeschlagenen Aufstandes unzufriedener Familien, die bei der serrata des maggior consiglio, des Großen Rates, aus dem exklusiven Kreis der Familien, die die Dogen wählten bzw. wählbar waren, ausgeschlossen blieben.
In erster Ehe war Lorenzo mit Agnese verheiratet, vielleicht eine Tochter des Königs von Jerusalem Johann von Brienne, des späteren Kaisers des Lateinischen Kaiserreichs (1231–1237), vielleicht aber auch eines Prinzen einer der Herren auf dem Balkan. Nach dem Tod seiner ersten Frau heiratete er in zweiter Ehe Marchesina, Tochter des Geremia Ghisi. Die zweite Frau brachte dem Dogen eine reiche Mitgift mit Besitzungen in der Nähe von Konstantinopel ein. Das führte nach seinem Tod zu einer Verschärfung der promissio des Dogen, in der jeweils genau dessen Aufgaben, Pflichten und Rechte aufgeführt wurden. Von da an war es dem Dogen verboten, Lehen fremder Herrscher anzunehmen oder nicht aus Venedig stammende Frauen zu heiraten.
Das Paar hatte zwei Kinder, nämlich Giacomo und Pietro. Giacomo besetzte später eine Reihe von Ämtern und heiratete eine Tochter des Stephan (Stjepan) Šubić, des Grafen von Bribir und Bans von Dalmatien, der dort im Namen Belas IV. von Ungarn herrschte. Er unterlag in der Dogenwahl von 1289 gegen Pietro Gradenigo. Der andere Sohn, Pietro, heiratete eine Adlige aus Vicenza und wurde Graf (Conte) von Ragusa. 1275 verteidigte er die Stadt erfolgreich gegen Raszien.

## Leben

### Kleiner Rat (1243), Conte von Veglia (1247)
Lorenzo Tiepolo erscheint erstmals 1243 in den Quellen. Zu dieser Zeit gehörte er bereits dem Kleinen Rat, dem minor consiglio an, und damit dem engsten Kreis der Berater um seinen Vater. 1247 wurde er Conte (Graf) von Veglia, der heutigen Insel Krk, eine Position, die er bis 1260 ausfüllte.

### Flottenführer gegen die Genuesen, Capitano von Negroponte, antibyzantinisches Bündnis (bis 1263)
1257 wurde ihm das Kommando über die Flotte anvertraut, die ins Heilige Land fahren sollte. Dort, in der Hauptstadt des Königreichs Jerusalem, war es im Vorjahr zu schweren Kämpfen zwischen den rivalisierenden Genuesen und Venezianern gekommen. In den folgenden Auseinandersetzungen mit Genua, die sich bis 1270 erstrecken sollten, führte er die Flotte als capitan general da mar im Krieg von St. Sabas. Ihm gelang im September 1257 ein Seesieg und die Besetzung des Quartiers der Konkurrenten. Die aus Tyros herbeieilenden Genuesen wurden jedoch im Oktober gleichfalls besiegt. Mit Unterstützung einer weiteren, von Venedig ausgesandten Flotte unter dem Befehl des Andrea Zeno, kam es im Juni 1258 zu weiteren Kämpfen, an deren Ende die Genuesen die Stadt verlassen mussten. Nach einer späteren Überlieferung sollen die Akritanischen Säulen auf dem Markusplatz Raubgut aus diesem Quartier sein. Sie stammen jedoch wahrscheinlich aus Konstantinopel.

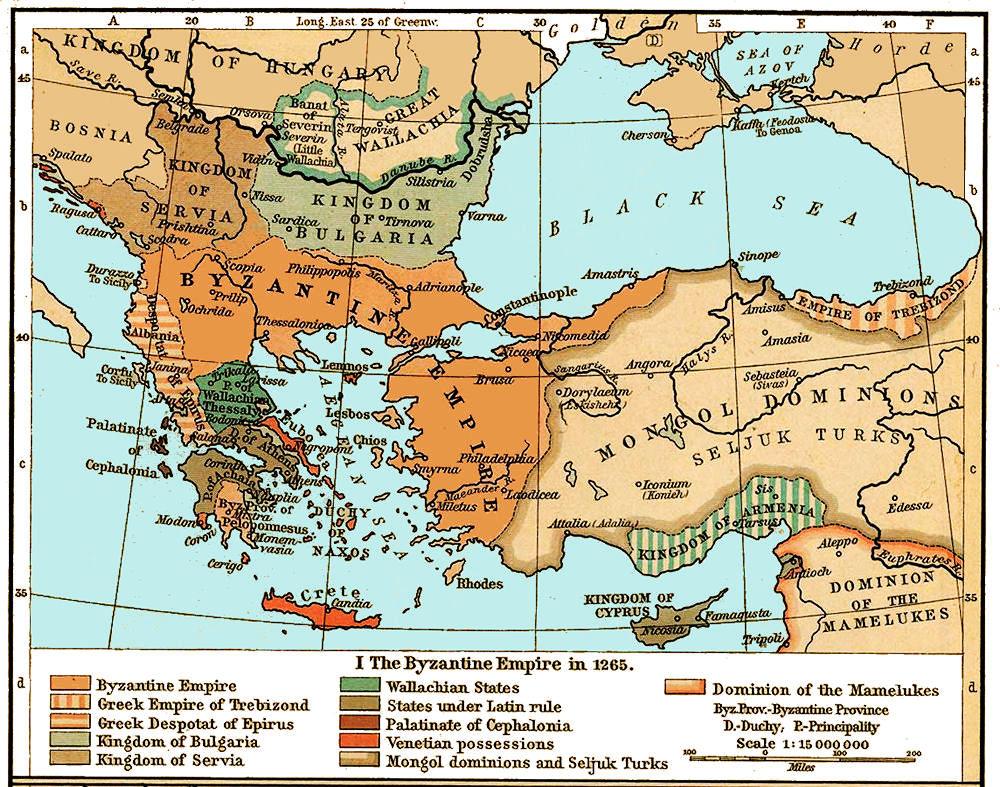
Byzanz und die Nachbarreiche um 1265

1261 bekleidete Tiepolo das Amt eines Capitano von Negroponte, und damit das höchste Amt auf der Insel. Im Sommer dieses Jahres empfing er die aus Konstantinopel geflohenen, darunter den lateinischen Kaiser Balduin II., den Patriarchen Pantaleone Giustiniani und den venezianischen Podestà Marco Gradenigo. Die Metropole war am 25. Juli 1261 unter Führung des Generals Alexios Strategopulos im Namen des in Nikaia residierenden Kaisers Michael VIII. erobert worden.
In den folgenden Monaten, nachdem er als erste Reaktion die Flotte gegen die Byzantiner ausgesandt hatte, versuchte Lorenzo Tiepolo ein antibyzantinisches zu schaffen. Dazu zählten die Ghisi, die sich in der zentralen Ägäis ein Seereich zusammenerobert hatten, aber auch andere lateinische Herren in Griechenland.

### Oberitalien (1264–1265), Streit mit den Dandolo (1266), Podestà von Fermo
Nach Venedig zurückgekehrt, wurde er vom Großen Tat im Frühjahr 1264 zu einem der Repräsentanten des Sestiere San Polo gewählt, in dem er lebte. Doch trat er nach wenigen Monaten von diesem Posten zurück, um Podestà von Padua zu werden. Dort blieb er bis Mitte 1265, was ihm Gelegenheit gab, als einer der zahlreichen venezianischen berufenen Stadtherren, die Verhältnisse nach dem Ende der Herrschaft Ezzelinos III. da Romano neu zu ordnen.
1266 wurde er, wie der Chronist und Doge Andrea Dandolo berichtet, durch Leonardo und Giovanni Dandolo schwer verletzt. Mit der Familie Dandolo lagen die Tiepolo seit der Dogenwahl des Jahres 1229 im Streit. In dieser Wahl hatte Jacopo Tiepolo gegen Marino Dandolo äußerst knapp gewonnen. Nach seiner Genesung zog es Lorenzo Tiepolo vor, als Podestà nach Fermo in den Marken zu gehen, wo er bis Mitte des Folgejahres blieb.

### Wahl zum Dogen (1268)
Nach Venedig zurückgekehrt wurde er in die diplomatischen Bemühungen um einen Frieden mit Genua nicht einbezogen. Er selbst lehnte eine Reise nach Rom ab. Wie Martino da Canale berichtet, habe er den Auftrag abgelehnt, da er fürchtete, dass der amtierende Doge in der Zeit seiner Abwesenheit sterben könnte. Tatsächlich starb Renier Zen am 7. Juli 1268. 16 Tage später wurde Lorenzo Tiepolo mit 25 der 41 Stimmen zum neuen Dogen gewählt. Deren Zahl war nach den schlechten Erfahrungen mit einem Patt, nämlich bei der Dogenwahl von 1229, auf eine ungerade Zahl, von 40 auf 41 erhöht worden.

### Das Dogenamt

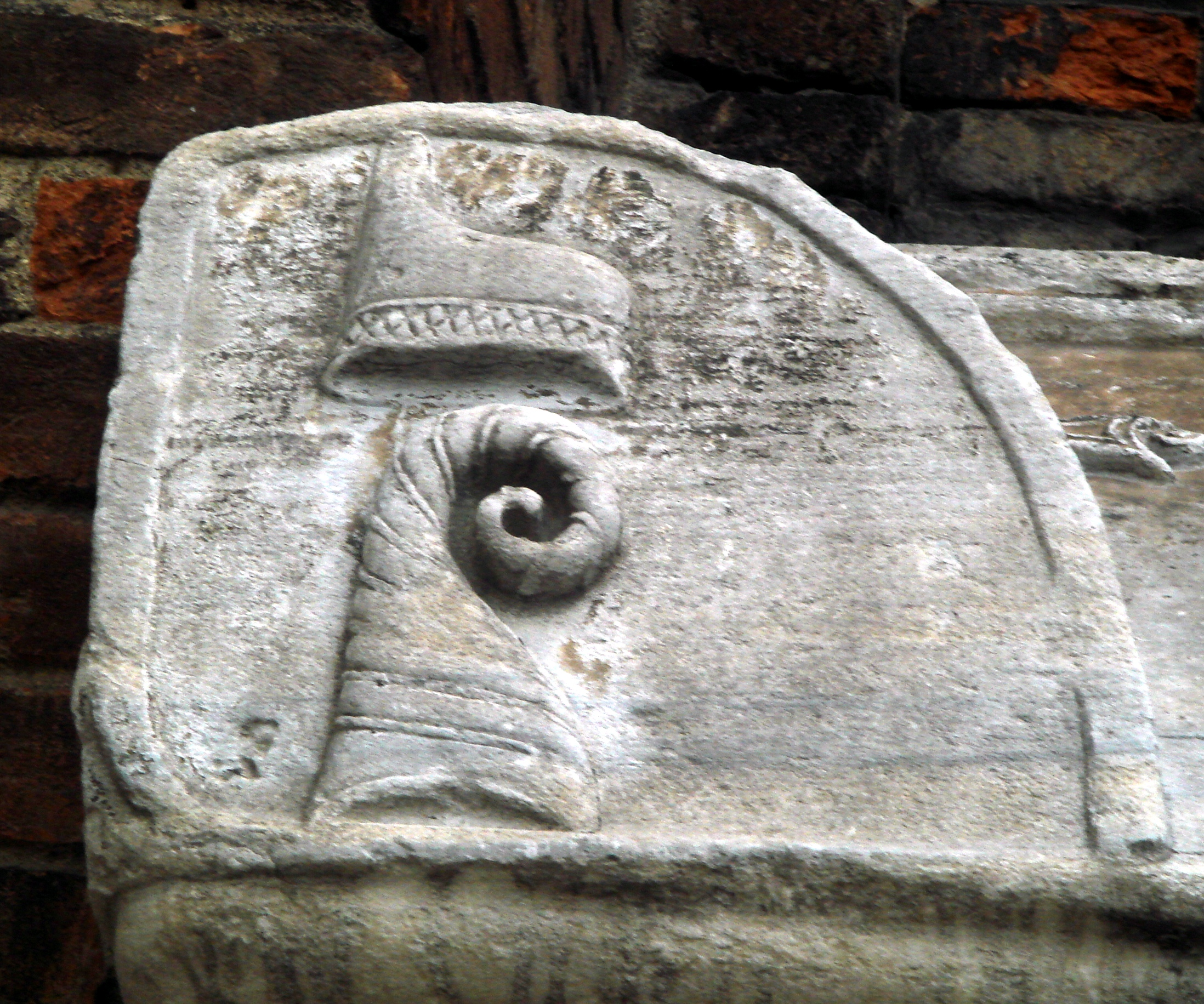
Die Mitra, Wappen der Familie Tiepolo, von der Dogenmütze gekrönt. Detail des Grabsmals der Dogen Jacopo († 1249) und Lorenzo Tiepolo († 1275) in der Basilika der Hll. Giovanni und Paolo in Venedig (San Zanipolo)

Bei den Feierlichkeiten zu seiner Wahl traten vor allem die Fernhändler und die Handwerkskorporationen hervor, die zu Recht erwarteten, dass die Politik des Vaters durch den Sohn Lorenzo ihre Fortsetzung finden würde. Er hatte diese beiden Gruppen in besonderem Maße gefördert.
Seine erste Maßnahme nach der Aussöhnung mit den Dandolo war die Ratifizierung des noch unter seinem Vorgänger ausgehandelten Vertrages mit Kaiser Michael VIII. Auch mit Genua kam es im neutralen Cremona am 22. August 1270 zu einem Vertrag, der den Kriegszustand auf fünf Jahre beendete. Zwar handelte es sich in beiden Fällen nicht um Friedensverträge, sondern eher um Waffenstillstände, doch brachten sie einige Jahre ohne Krieg ein, sieht man von vereinzelten Piratenakten ab. Ein neues Amt wurde eingerichtet, der Capitano del golfo, der mit einer eigenen „Polizeiflotte“ zur Überwachung des Schiffsverkehrs in der Adria ausgerüstet war.
Ein bedeutender Erfolg gelang Tiepolo auch auf dem nahegelegenen Istrien, wo sich zwischen 1269 und 1270 eine Reihe von Küstenorten, die eigentlich dem Patriarchen von Aquileia unterstanden – einem Reichsfürsten –, nun Venedig unterstellten. Diese Städte zwischen Umago und Cittanova blieben dauerhaft Teil des venezianischen Herrschaftsgebietes.
Die Venezianer konnten nach einem Jahrzehnt wieder nach Konstantinopel zurückkehren. Noch im Jahr des Vertragsabschlusses konnte eine der früher gewohnten Schiffskarawnen, eine karavana (Andrea Dandolo) oder muda, in die byzantinische Hauptstadt fahren. Dies war aufgrund des Hungers, der in Oberitalien grassierte, von höchster Priorität, so dass große Mengen Weizen nach Venedig gelangten. In diesem Zusammenhang kam es auch zu Handelsabkommen mit Kleinarmenien und Tunesien. Venedig weigerte sich, an dem neuen, von Karl I. von Anjou und Papst Gregor X. betriebenen Kreuzzug teilzunehmen.
Aufgrund des Landerwerbs vieler Venezianer, auch der großen, landbesitzenden Klöster, kam es zu Spannungen mit den Festlandsstädten Oberitaliens, sobald die dortige Versorgungslage angespannt war. Die Landbesitzer bestanden darauf, das auf ihrem Land geerntete Getreide auch ausführen zu dürfen, was jedoch die Versorgung der Bevölkerung in den betreffenden Städten gefährdete. Dies galt umso mehr, wenn größere Teile des Mittelmeerraums unter Missernten, Blockaden oder Kriegen litten.
Grundsätzlich ließ Venedig in der oberen Adria nur dann Getreidefrachten passieren, wenn in der Stadt der Preis für Weizen nicht zu sehr anstieg. Die Furcht vor Aufruhr war groß. In Zeiten erträglicher Preise durften entsprechende Schiffe ihre Fracht an Venedig vorbei nach Italien verkaufen. Einige der dortigen Städte akzeptierten die rigorose Kontrolle Venedigs über den Warenstrom keineswegs. Da Massengüter praktisch nur über die Flüsse transportiert werden konnten, entspannen sich in den Jahren 1270 bis 1279 immer neue Konflikte. Im Nordosten gab es drei Flüsse, die für die Versorgung Oberitaliens von Bedeutung waren, nämlich der Po, die Etsch und der Reno. Letzterer war allerdings nur über den Po zu erreichen. Die Etsch wurde bereits durch Cavarzere kontrolliert. Mit der Sperrung der Zufahrt durch die Festung Marcamò konnte Venedig die Adria von ganz Oberitalien bis weit in die Lombardei unter Druck setzen. Als Byzanz die östlichen Bezugsgebiete für die Weizenausfuhr sperrte, Oberitalien zugleich unter Missernten litt, sperrte Venedig die Durchfahrt. Dies setzte die Städte des Hinterlands in Zugzwang. So kam es 1270 zum Krieg mit Bologna um die Kontrolle der Schifffahrt auf dem Po di Primaro, dem heutigen Hauptarm des Pos. Bologna riegelte das venezianische Marcamò durch ein eigens errichtetes Kastell ab. Trotz militärischer Erfolge musste sich Bologna 1273 der von Venedig durchgesetzten Hungerblockade beugen und sein Kastell schleifen lassen. Das verbündete Ravenna erhielt einen Vicedominus und stand den Händlern Venedigs von da an offen. Ausnahmsweise gestattete man dem hungernden Bologna begrenzte Mengen einzuführen, aber nur solange der Preis in Venedig nicht über einen bestimmten Wert stieg. 1274 erlangte Venedig auch die Kontrolle über das 1254 an die Verbündeten verlorene Cervia zurück, das für die Salzproduktion, ein Monopol in Venedig, von größter Bedeutung war.

### Tod und Beisetzung

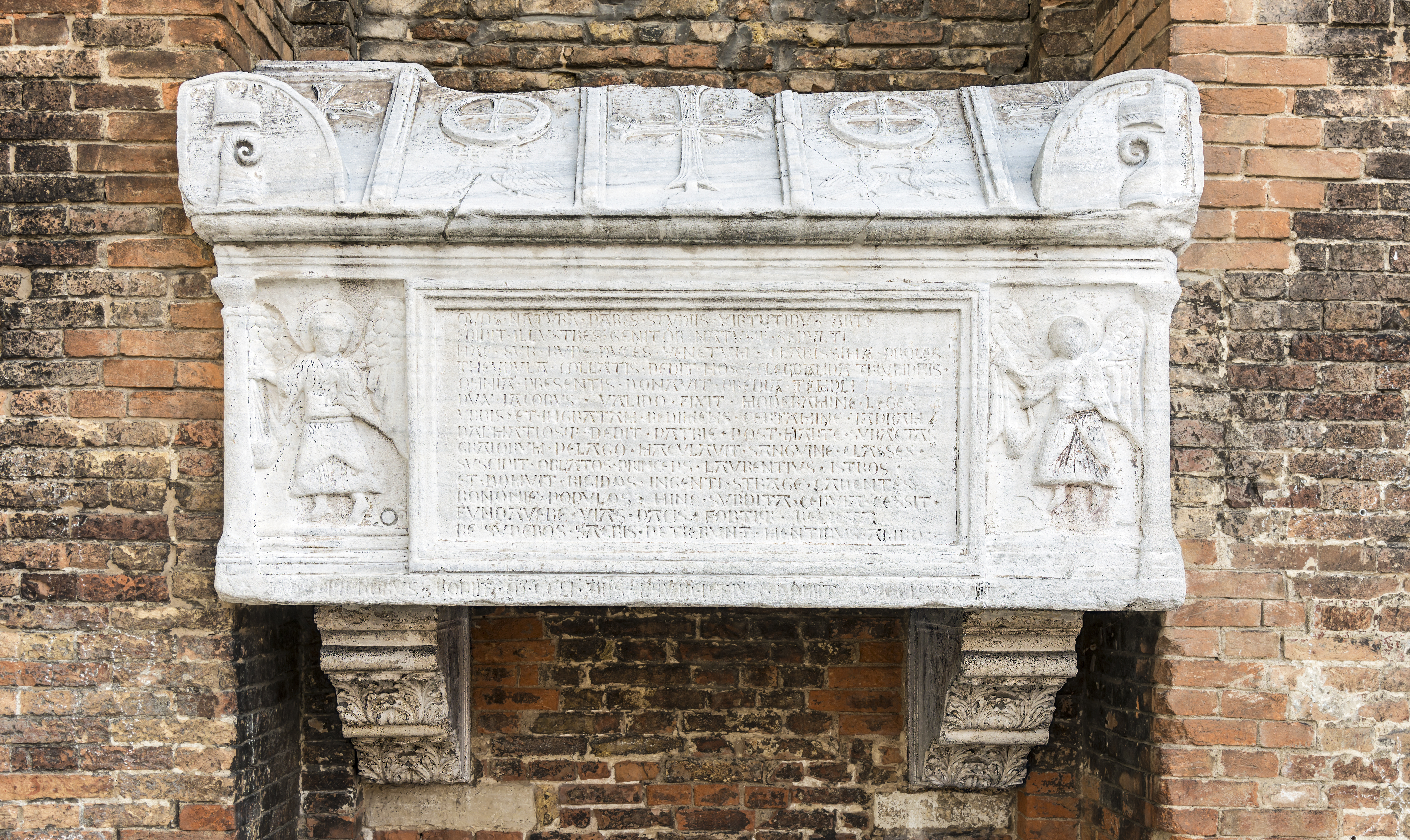
Ein einfacher Sarkophag aus Marmor (wohl aus frühchristlicher Zeit), mit einem Satteldach gedeckt, birgt die sterblichen Überreste von Vater Jacopo und Sohn Lorenzo Tiepolo. Das Satteldach – vermutlich als Spolie aus anderem Zusammenhang stammend – ist in fünf Felder aufgeteilt, die rechts und links Reliefs des Dogenwappens der Tiepolo zeigen. Die Frontseite, von dorischen Säulchen eingefasst, ist mit einer Inschrift aus dem 15. Jahrhundert versehen, die rechts und links von Engeln flankiert wird.

Lorenzo Tiepolo starb am 15. August 1275. Er wurde unter großer Anteilnahme der Bevölkerung in San Zanipolo beigesetzt. Seine menschlichen Überreste ruhen im selben Sarkophag wie die seines Vaters. Der Sarkophag ist bis heute erhalten; es handelt sich zugleich um das älteste vollständig erhaltene Dogengrab in der Kirche. Der heutige Standort ist seit dem 14. Jahrhundert belegt.

### Rechtsetzende Quellen

#### Venedigs Gremienregister
- Roberto Cessi (Hrsg.): Liber Communis qui vulgo nuncupatur «Plegiorum» (=Deliberazioni del Maggior Consiglio della Repubblica di Venezia, 1), Bologna 1950, S. 274.
- Gisella Graziato (Hrsg.): Le promissioni del doge di Venezia dalle origini alla fine del Duecento, Venedig 1986, S. 34, 54, 61 f., 95, 120, 148.
- Sergio Perini (Hrsg.): Chioggia medievale. Documenti dal secolo XI al XV, Sottomarina 2006, II, 559.
- Bianca Lanfranchi Strina (Hrsg.): Codex Publicorum (Codice del Piovego), II, Venedig 2006, S. 60, 437.

#### Wirtschafts- und Handelsdokumente
- Gottlieb Lukas Friedrich Tafel, Georg Martin Thomas (Hrsg.): Urkunden zur älteren Handels- und Staatsgeschichte der Republik Venedig (=Fontes Rerum Austriacarum, Abt. II. Diplomataria et Acta), 3 Bde., Bd. II,  Wien 1856, S. 460, Bd. III, Wien 1857, S. 101 f., 118, 123 f.

#### Verträge mit auswärtigen Mächten
- Tadija Smičiklas (Hrsg.): Codex diplomaticus Regni Croatiae, Dalmatiae et Slavoniae, 18 Bde., Bd. V, Zagreb 1907, S. 471, 490, 524, 567, 601, 621 f., VI, Zagreb 1908, S. 16, 33, 75, 77, 83, 91, 102, 111, 126, 635.
- Marco Pozza, Giorgio Ravegnani (Hrsg.): I trattati con Bisanzio 1265–1285, Venedig 1996, S. 18, 53 f., 66.
- Maddalena Giordano, Marco Pozza (Hrsg.): I trattati con Genova. 1136-1251, Rom 2000, S. 200.
- Alessio Sopracasa (Hrsg.): I trattati con il regno armeno di Cilicia. 1201-1333, Rom 2001, S. 48 f., 53, 57 f.
- Francesco Girardi (Hrsg.): Venezia e il regno di Tunisi. Gli accordi diplomatici conclusi fra il 1231 e il 1246, Rom 2006, S. 9, 24 f.

### Erzählende Quellen
- Ester Pastorello (Hrsg.): Andrea Dandolo, Chronica per extensum descripta aa. 460-1280 d.C., (= Rerum Italicarum Scriptores XII,1), Nicola Zanichelli, Bologna 1938, S. 315–321, 369, 391. (Digitalisat, S. 314 f.)
- Roberto Cessi, Fanny Bennato (Hrsg.): Venetiarum historia vulgo Petro Iustiniano Iustiniani filio adiudicata, Venedig 1964, S. XLII, 2, 131, 156, 160, 168, 171 f., 176, 178–184, 186, 194, 196 f., 208, 302 f., 305, 311, 337.
- Alberto Limentani (Hrsg.): Martin da Canal, Les estoires de Venise. Cronaca veneziana in lingua francese dalle origini al 1275, Olschki, Florenz 1972, S. 29–131, 158–171, 244 f., 264 f., 270 f., 278–305, 308–311, 316 f., 326–329, 332 f., 336–339, 352–355, 368 f. (vgl. Martino da Canale).
- Șerban V. Marin (Hrsg.): Gian Giacomo Caroldo. Istorii Veneţiene, Bd. I: De la originile Cetăţii la moartea dogelui Giacopo Tiepolo (1249), Arhivele Naţionale ale României, Bukarest 2008, S. 223, 237, II, De la alegerea dogelui Marino Morosini la moartea dogelui Bartolomeo Gradenigo (1249–1342) [Von der Wahl des Dogen Marino Morosini bis zum Tod des Dogen Bartolomeo Gradenigo (1249–1342)], Bukarest 2009, S. 34–37, 39, 41, 43, 51, 57 f., 66, 83. (vgl. Historie venete dal principio della città fino all’anno 1382 des Gian Giacomo Caroldo). (academia.edu)

## Literatur

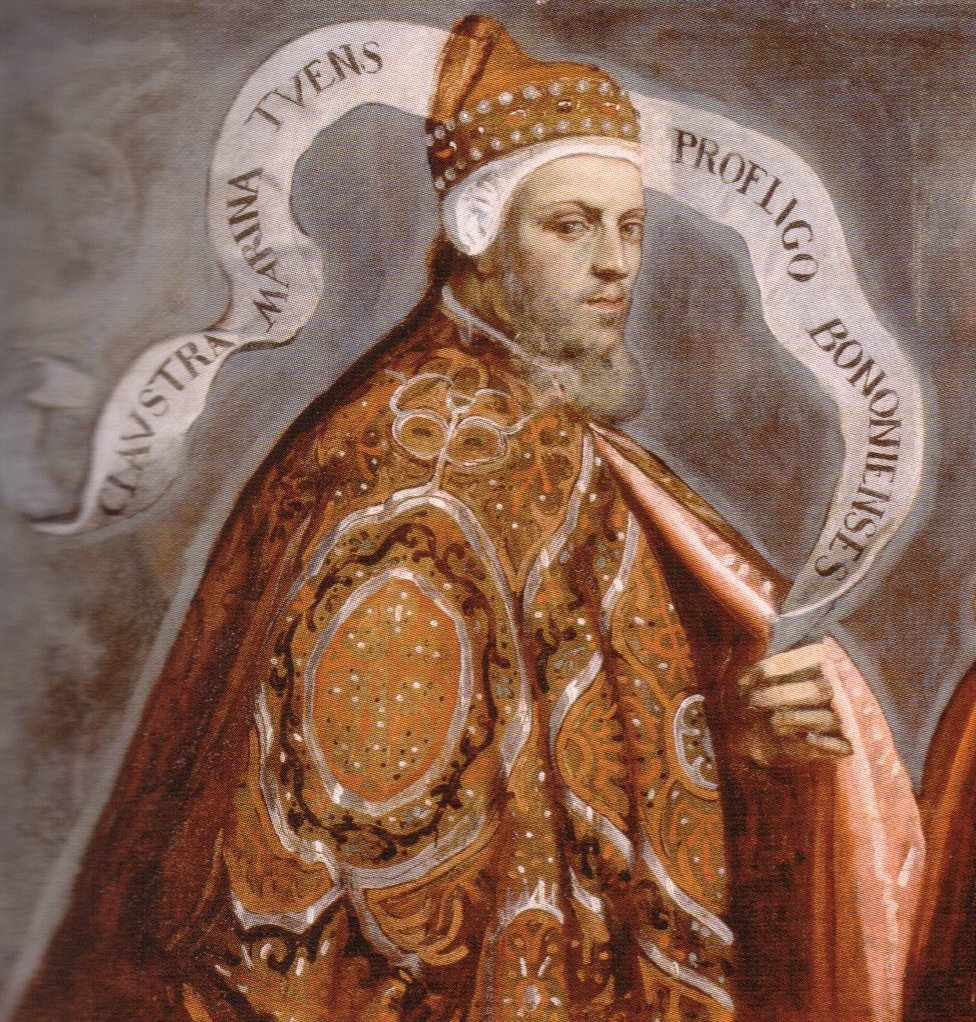
Domenico Tintoretto: Darstellung des Dogen im Dogenpalast, die in einem Spruchband seine Verdienste hervorhebt. Das Bildnis ist eines der 38 Doppel-Dogenporträts im Saal des Großen Rates.

### Zu Lorenzo Tiepolo
- Marco Pozza: Tiepolo, Lorenzo, in: Dizionario Biografico degli Italiani 95 (2019) 656–659.
- David Michael Metcalf: Echoes of the Name of Lorenzo Tiepolo: Imitations of Venetian grossi in the Balkans, in: The Numismatic Chronicle, ser. 7, Bd. 12 (1972) 183–191.

### In übergreifenden Werken
- Samuele Romanin: Storia documentata di Venezia, II, Venedig 1854, S. 236, 263–265, 293–295 (Dogat), 305. (Digitalisat, S. 293)
- Heinrich Kretschmayr: Geschichte von Venedig, 3 Bde., Bd. II, Gotha 1920, S. 52, 61, 181, 571. (Digitalisat)
- Andrea Da Mosto: I dogi di Venezia con particolare riguardo alle loro tombe, Venedig 1939, Nachdruck: Florenz 2003, S. 9, 11, 67–69. (Digitalisat der Erstausgabe)
- Andrea Da Mosto: I dogi di Venezia nella vita pubblica e privata, ND Mailand 1960, S. 83, 85, 87, 90–92, 94.
- Silvano Borsari: Studi sulle colonie veneziane in Romania nel XIII secolo, Neapel 1966, S. 66, 72, 82 f., 111, 134.
- Giorgio Cracco: Società e stato nel medioevo veneziano, Florenz 1967, passim.
- Raymond-Joseph Loenertz: Les Ghisi. Dynastes venitiens dans l’Archipel, 1207–1390 (=Civiltà veneziana. Studi, 26), Leo S. Olschki, Florenz 1975, S. 44 f., 49–51, 97, 193, 195, 317 f., 320–322, 364, 402, 410.
- Gerhard Rösch: Der venezianische Adel bis zur Schließung des Großen Rats. Zur Genese einer Führungsschicht, Sigmaringen 1989, S. 51, 146, 153 f., 210.